# Нела Поцискова
Нела Поцискова (слов. Nela Pocisková; Братислава, 4. октобар 1990) словачка је певачица и глумица која је представљала Словачку на Песми Евровизије 2009. са Камилом Микулчиком.

## Биографија
Почеци њене певачке каријере датирају из 2006. године, када је успешно прошла аудицију за улогу у мјузиклу Neberte nám princeznú.
Године 2010, победила је у четвртој сезони емисије Let's Dance, словачке верзије емисије Dancing with the Stars.
Нела Поцискова је глумила Марију у серији West Side Story, а улога Неле Петровичове у популарној словачкој ТВ серији Ordinácia V Ružovej Záhrade донела јој је огромну популарност младој глумици.

## Дискографија

### Албуми
- WAR (2013)

### Синглови
- Leť tmou (& Kamil Mikulčík) (2009)
- Posledný deň (& Vladis) (2010)
- Neviem sa nájsť (2011)
- So in Love (2012)
- Mysterious boy (2013)